# Пибланж
Пибла́нж (фр. Piblange) — коммуна во французском департаменте Мозель региона Лотарингия. Относится к кантону Буле-Мозель.

## Географическое положение
Пибланж расположен в 23 км к северо-востоку от Меца. Соседние коммуны: Эберсвиллер на севере, Эстроф и Анзелен на северо-востоке, Гомланж на юго-востоке, Бюртонкур на юге, Абонкур на западе.
Коммуна включила 4 бывших поселения: собственно Пибланж, Боканж, Дроньи и Сен-Бернар.

## История
- Следы галло-романской культуры, в частности черепица той эпохи.
- Коммуна бывшего герцогства Лотарингия, принадлежала бывшему аббатству Виллер-Беттнаш.

## Демография
По переписи 2008 года в коммуне проживало 905 человек.	

## Достопримечательности
- Церковь Сен-Лежер в Дроньи, неф XVIII века, полигональные хоры и распятие XV века, витражи.
- Линия Мажино: казармы, бункер Анзелен.